# 庇護五世 (尼加拉瓜甜點)
庇護五世（西班牙語：Pío Quinto）是一種尼加拉瓜的傳統聖誕蛋糕，製作方法是將浸透朗姆酒的蛋糕澆蓋一層卡士達醬，再撒上肉桂粉而成；有時候會還加入葡萄乾。
這種甜點是以教宗庇護五世命名的，但確切的原因已不可考。